# Paul Arriola
Pour les articles homonymes, voir Arriola (homonymie) et Hendricks.
Paul Arriola, né le 5 février 1995 à Chula Vista, est un joueur international américain de soccer. Il joue au poste d'ailier à Seattle Sounders en MLS.

## Biographie

### En club
Le 26 janvier 2022, Arriola est transféré de D.C. United au FC Dallas pour un montant record de deux millions de dollars garantis en allocation générale.

### En équipe nationale
Paul Arriola participe avec la sélection américaine des moins de 17 ans à la Coupe du monde des moins de 17 ans 2011 organisée au Mexique. Il joue trois rencontres lors du Mondial, son équipe étant éliminée par l'Allemagne au stade des huitièmes de finale.
Il participe ensuite avec la sélection américaine des moins de 20 ans à la Coupe du monde des moins de 20 ans 2015 qui se déroule en Nouvelle-Zélande. Il joue quatre matchs lors de cette compétition, en étant éliminé aux tirs au but par la Serbie, future vainqueur du tournoi, en quarts de finale. Il inscrit un but contre la Nouvelle-Zélande lors du premier tour.
Paul Arriola débute en sélection des États-Unis le 22 mai 2016, contre Porto Rico.
Le 1er juillet 2021, il est retenu dans la liste des vingt-trois joueurs américains sélectionnés par Gregg Berhalter pour disputer la Gold Cup 2021.

## Statistiques
| Saison                | Club                      | Championnat           | Championnat | Championnat | Coupe(s) nationale(s) | Coupe(s) nationale(s) | Compétition(s) continentale(s) | Compétition(s) continentale(s) | Compétition(s) continentale(s) | États-Unis | États-Unis | Total | Total |
| Saison                | Club                      | Division              | M.          | B.          | M.                    | B.                    | Comp.                          | M.                             | B.                             | M.         | B.         | M.    | B.    |
| 2013-2014             | Club Tijuana              | Liga MX               | 20          | 1           | 0                     | 0                     | LCC                            | 5                              | 2                              | -          | -          | 25    | 3     |
| 2013-2014             | Dorados de Sinaloa (prêt) | Liga de Ascenso       | 0           | 0           | 3                     | 2                     | -                              | -                              | -                              | -          | -          | 3     | 2     |
| 2014-2015             | Club Tijuana              | Liga MX               | 5           | 0           | 8                     | 0                     | -                              | -                              | -                              | -          | -          | 13    | 0     |
| 2015-2016             | Club Tijuana              | Liga MX               | 27          | 1           | 11                    | 2                     | -                              | -                              | -                              | 1          | 1          | 39    | 4     |
| 2016-2017             | Club Tijuana              | Liga MX               | 31          | 2           | 8                     | 2                     | -                              | -                              | -                              | 5          | 1          | 44    | 5     |
| 2017-2018             | Club Tijuana              | Liga MX               | 1           | 0           | 1                     | 1                     | -                              | -                              | -                              | 5          | 0          | 7     | 1     |
| Sous-total            | Sous-total                | Sous-total            | 84          | 4           | 28                    | 5                     | -                              | 5                              | 2                              | 11         | 2          | 128   | 13    |
| 2017                  | D.C. United               | MLS                   | 11          | 1           | -                     | -                     | -                              | -                              | -                              | 4          | 0          | 15    | 1     |
| 2018                  | D.C. United               | MLS                   | 29          | 7           | 1                     | 0                     | -                              | -                              | -                              | 2          | 0          | 32    | 7     |
| 2019                  | D.C. United               | MLS                   | 30          | 6           | 0                     | 0                     | -                              | -                              | -                              | 15         | 3          | 45    | 9     |
| 2020                  | D.C. United               | MLS                   | 1           | 0           | -                     | -                     | -                              | -                              | -                              | 2          | 1          | 3     | 1     |
| 2021                  | D.C. United               | MLS                   | 20          | 6           | -                     | -                     | -                              | -                              | -                              | 9          | 2          | 29    | 8     |
| Sous-total            | Sous-total                | Sous-total            | 91          | 20          | 1                     | 0                     | -                              | 0                              | 0                              | 28         | 3          | 120   | 23    |
| 2020-2021             | Swansea City (prêt)       | Championship          | 2           | 0           | 1                     | 0                     | -                              | -                              | -                              | -          | -          | 3     | 0     |
| 2022                  | FC Dallas                 | MLS                   | 13          | 7           | 0                     | 0                     | -                              | -                              | -                              | 4          | 2          | 17    | 9     |
| Total sur la carrière | Total sur la carrière     | Total sur la carrière | 190         | 31          | 33                    | 7                     | -                              | 5                              | 2                              | 47         | 10         | 275   | 50    |

## Palmarès
- États-Unis
  - Vainqueur de la Gold Cup en 2017 et 2021
  - Finaliste de la Gold Cup en 2019